# Tullgrenella melanica
Tullgrenella melanica es una especie de araña saltarina del género Tullgrenella, familia Salticidae. Fue descrita científicamente por Mello-Leitão en 1941.
Habita en Argentina.